# Orhan Pamuk
Ferit Orhan Pamuk (AFI: [feˈɾit oɾˈhan paˈmuk]) (Istanbul, 7 giugno 1952) è uno scrittore e saggista turco.
Tra i maggiori romanzieri turchi contemporanei, oltreché il più letto in assoluto (dei suoi romanzi sono state vendute oltre tredici milioni di copie, tradotti in più di sessanta lingue)
, le sue opere, sospese tra il reale ed il fiabesco, si caratterizzano per sinossi dense ed elaborate, con trame e personaggi complessi e spesso disturbanti, ricchi di colpi di scena e perlopiù incentrate sulle complesse tematiche legate alla storica dicotomia Occidente/Oriente e sul conseguente stato di confusione e perdita d'identità nella società turca di ieri e di oggi.
È stato insignito del Premio Nobel per la letteratura nel 2006, primo autore turco a ricevere tale riconoscimento, con la seguente motivazione: "nel ricercare l'anima malinconica della sua città natale, ha scoperto nuovi simboli per rappresentare scontri e legami fra diverse culture".
Ha scritto di sé:
(O. Pamuk, Istanbul, 2003)

## Biografia

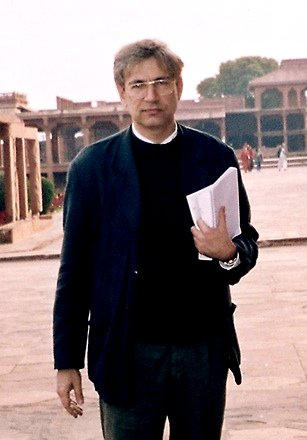
Orhan Pamuk nel 2006

Pamuk nasce ad Istanbul il 7 giugno del 1952 da una benestante famiglia borghese dalle alterne fortune; il padre, di origine circassa per parte di madre, fu il primo dirigente della sezione turca dell'IBM. Il cognome Pamuk significa "cotone" in turco e, come spiegato dallo stesso scrittore nel suo libro autobiografico Istanbul, venne scelto dalla famiglia paterna, a seguito della legge sul cognome del 1934, in riferimento alla loro carnagione molto chiara.
Il giovane Orhan viene istruito al liceo americano Robert College di Istanbul. Su pressione della famiglia, si iscrive in seguito presso la facoltà di architettura dell'Università Tecnica di Istanbul, per poi abbandonarla dopo tre anni per dedicarsi alla letteratura. Si laurea quindi presso l'Istituto di Giornalismo dell'Università di Istanbul nel 1977. Nel 1982  Pamuk sposa Aylin Turegen, dalla quale avrà una figlia di nome Rüya e da cui divorzierà nel 2001. È "visiting scholar" alla Columbia University di New York dal 1985 al 1988, periodo che comprende una breve posizione come "visiting fellow" alla University of Iowa. Dopo questa parentesi statunitense, torna a Istanbul.
Pamuk, che ha precedentemente rifiutato il titolo di "artista di Stato" dal governo turco, viene incriminato nel 2005, a seguito di alcune dichiarazioni fatte a una rivista svizzera riguardanti il massacro, da parte dei turchi, di un milione di armeni (cioè il genocidio armeno) tra il 1915 ed il 1916 e trentamila curdi in Anatolia durante la prima guerra mondiale. La legge turca infatti proibisce di definire tali avvenimenti un "genocidio" (art. 301 del codice penale, "vilipendio dell'identità nazionale"). Il processo, che ha attirato l'attenzione della stampa internazionale, è iniziato il 16 dicembre 2005 ma è stato successivamente sospeso in attesa dell'approvazione del ministro della giustizia turco.
Nonostante il grande successo riscosso in patria, una significativa parte dell'opinione pubblica turca si è schierata contro Pamuk. Un sottoprefetto di Isparta ha ordinato la distruzione dei suoi romanzi nelle librerie e biblioteche, mentre una TV locale ha proposto un servizio per ritrovare una studentessa che aveva ammesso di possederne uno. Le accuse sono state ritirate il 22 gennaio 2006 con la motivazione che il fatto non costituisce reato per il nuovo codice penale.
Il 12 ottobre 2006 viene insignito del Premio Nobel per la letteratura, diventando così il primo turco a ricevere il prestigioso riconoscimento. Il 2 febbraio 2007 viene diffusa la notizia di una sua partenza a tempo indeterminato verso gli Stati Uniti. Lo scrittore era stato minacciato recentemente di morte da uno degli attentatori di Hrant Dink. Nel gennaio 2007 al Cairo, dove era in corso l'annuale Fiera del Libro, s'è intrattenuto con lo scrittore emergente egiziano ʿAlāʾ al-Aswānī. Segue un periodo in cui fa la spola tra New York, dove insegna, e la Turchia. Nel 2009 è stato insignito del titolo di duca di Colores dal sovrano del Regno di Redonda. Nel 2012 riceve il Premio Sonning, premio conferito a personalità che si siano particolarmente distinte per il loro contributo alla cultura europea. Nel 2017 riceve il Premio letterario Giuseppe Tomasi di Lampedusa per La donna dai capelli rossi per aver affrontato i temi della pace e della convivenza tra i popoli.

## Opera
"[parlo] di quelle prime ore mattutine in cui tutti dormono, tranne i pescatori che prendono il largo; delle cicogne di cui tutta la città si accorge verso l'autunno, mentre passano sopra il Bosforo e le isole, in arrivo dai Balcani e dall'Europa per andare a sud..."
(O.Pamuk, Tristezza, in Istanbul, 2003)
Pamuk inizia a scrivere con regolarità nel 1974. Il suo primo romanzo, Karanlik ve Isik (Oscurità e luce) consegue il premio letterario Milliyet nel 1979, ex aequo con Mehmet Eroğlu. Il romanzo viene successivamente pubblicato nel 1982 con il titolo Cevdet Bey ve Oğulları (Il signor Cevdet e i suoi figli), e vince il premio Orhan Kemal nel 1983. Narra la storia di tre generazioni di un'agiata famiglia di Nisantasi, il quartiere di Istanbul dove Pamuk è cresciuto.
Pamuk vince diversi importanti premi per i suoi primi lavori, tra cui il Premio Madarali 1984 per il secondo romanzo Sessiz Ev (La casa del silenzio) e il Prix de la Découverte Européenne 1991 per la traduzione francese dello stesso. Il romanzo storico Beyaz Kale (Roccalba, letteralmente Il castello bianco), pubblicato nel 1985, vince l'Independent Award for Foreign Fiction 1990 estendendo la sua reputazione all'estero. La The New York Times Book Review dichiara, "Una nuova stella è sorta ad oriente--Orhan Pamuk." A questo punto, Pamuk comincia ad incorporare tecniche e modalità narrative tipiche della letteratura postmoderna all'interno della struttura narrativa dei propri romanzi, adoperando ampiamente tecniche metaletterarie ed intertestuali, allontanandosi così dallo stretto naturalismo dei suoi primissimi lavori.
Il successo popolare arriva nel 1990 con il romanzo Kara Kitap (Il libro nero) che diventa rapidamente una delle letture più controverse della letteratura turca, grazie alla notevole complessità e ricchezza narrativa. Nel 1992, scrive la sceneggiatura per il film Gizli Yüz (Il volto segreto), basato su Kara Kitap e diretto dal regista turco Ömer Kavur. Il quarto romanzo, Yeni Hayat (La nuova vita), è, nel 1995, un successo immediato in Turchia e diventa presto il più rapido best seller nella storia del paese. A questo punto Pamuk è una figura di spicco nel panorama intellettuale turco, anche a causa del suo sostegno ai diritti politici della minoranza curda. Nel 1995 Pamuk è tra un gruppo di autori e scrittori sotto processo per aver criticato, in una serie di saggi, la politica del governo turco nei confronti dei curdi. Nel 1999, Pamuk pubblica la storia in Öteki Renkler (Gli altri colori).
La reputazione internazionale di Pamuk cresce, nel 2000, in seguito alla pubblicazione di Benim Adım Kırmızı (Il mio nome è Rosso). Il romanzo, ambientato nell'Istanbul del XVI secolo, mescola mistero, passione e filosofia. Viene tradotto in ventiquattro lingue (in Italia dalla Einaudi) e vince, nel 2003, il più remunerativo dei premi letterari internazionali, l'International IMPAC Dublin Literary Award. Il mio nome è rosso è anche vincitore del premio Grinzane Cavour 2002.
Il romanzo Kar (Neve) (2002), che esplora il conflitto tra islamismo e occidentalismo nella Turchia moderna, è il primo lavoro dichiaratamente politico di Pamuk. Rispetto ai precedenti lavori, per la maggior parte ambientati ad Istanbul, la scena si sposta nella Turchia orientale e, prendendo spunto da cronaca recente, segue l'inchiesta di un poeta - esiliatosi per motivi politici dalla Turchia anni addietro - alla ricerca delle motivazioni di una serie di suicidi di ragazze adolescenti in una nevosa cittadina di frontiera scossa dai conflitti di diverse fazioni politiche contrapposte. The New York Times inserisce Kar tra i dieci migliori romanzi del 2004.
Nel 2003 pubblica un volume di memorie, Istanbul, Hatıralar ve Şehir (Istanbul. Le memorie e la città), dove ricordi d'infanzia si mescolano alla storia della città, attraverso la testimonianza diretta ma anche attraverso le letture dei giornali d'epoca, le descrizioni dei viaggiatori occidentali o le riproduzioni artistiche della capitale dell'impero ottomano.
L'opera di Pamuk è caratterizzata dal tema dell'identità. Se ad una prima lettura questo può essere ricondotto al conflitto tra i valori dell'occidente europeo e la cultura islamica, non è possibile escludere una più profonda radice psicologica. I romanzi, che lasciano spesso in sospeso la soluzione di tale conflitto, presentano trame complesse e personaggi di grande profondità, particolarmente i primi, dove l'elemento biografico è più evidente. L'Istanbul contemporanea e dell'Impero ottomano non si limita a fare da sfondo alle vicende umane ma assume la qualità di personaggio, di organismo vivo, con una sua storia da raccontare.

## Istanbul
In questo lavoro letterario Pamuk descrive la profonda malinconia dei suoi concittadini, lo hüzün in turco. Esso sarebbe inseparabilmente legato alla vita quotidiana di Istanbul. Secondo lui è una malattia incurabile con la quale si sono contagiati tra loro gli abitanti durante il secolo scorso. Non è dunque la tristezza del singolo, ma quella di milioni di persone – è lo hüzün di un'intera città. Questo stato d'anima disperato si riconoscerebbe dall'abbigliamento grigio della folla sul ponte di Galata. Grandi moschee e palazzi storici dei giorni della gloria ottomana stanno in netto contrasto con il generale degrado di Istanbul. Il declino sotto gli occhi di tutti provoca uno hüzün che farebbe cadere in letargia la città. Durante la pioggerella continua d'inverno è palpabile la sensazione di bianco e nero.

## Opere

### Romanzi
- Il signor Cevdet e i suoi figli (Cevdet Bey ve Oğulları, 1982), trad. Barbara La Rosa Salim, Collana Supercoralli, Torino, Einaudi, 2011, ISBN 978-88-062-0336-8.
- La casa del silenzio (Sessiz Ev, 1983), trad. di F. Bruno, Collana Narrativa, Milano, Frassinelli, 1993, ISBN 978-88-768-4251-1; Torino, Einaudi, 2007.
- Il castello bianco (Beyaz Kale, 1985), trad. G. Bellingeri, Collana Super ET, Torino, Einaudi, 2006, ISBN 978-88-061-8375-2. [I ed. italiana col titolo Roccalba, trad. di G. Bellingeri, Milano, Frassinelli, 1992, ISBN 978-88-768-4228-3]
- Il libro nero (Kara Kitap, 1990), trad. Semsa Gezgin, Collana Supercoralli, Torino, Einaudi, 2007, ISBN 978-88-061-8783-5. [I ed. italiana, Milano, Frassinelli, 1996, traduzione di Mario Biondi dall’edizione americana]
- La nuova vita (Yeni Hayat, 1995), trad. di M. Bertolini e S. Gezgin Hanife, Collana Supercoralli, Torino, Einaudi, 2000, ISBN 978-88-061-4669-6.
- Il mio nome è rosso (Benim Adım Kırmızı, 1998), trad. di M. Bertolini e S. Gezgin Hanife, Collana Supercoralli, Torino, Einaudi, 2001, ISBN 978-88-061-5799-9.
- Neve (Kar, 2002), trad. di M. Bertolini e S. Gezgin Hanife, Collana Supercoralli, Torino, Einaudi, 2004, ISBN 978-88-061-7004-2.
- Il museo dell'innocenza (Masumiyet Müzesi, 2008), trad. Barbara La Rosa Salim, Torino, Einaudi, 2009, ISBN 978-88-061-9808-4.
- La stranezza che ho nella testa (Kafamda Bir Tuhaflık, 2014), traduzione di Barbara La Rosa Salim, Collana Supercoralli, Torino, Einaudi, 2015, ISBN 978-88-06-20755-7.
- La donna dai capelli rossi (Kırmızı Saçlı Kadın, 2016), traduzione di Barbara La Rosa Salim, Collana Supercoralli, Torino, Einaudi, 2017, ISBN 978-88-06-23211-5.
- Le notti della peste (Veba Geceleri, 2021), traduzione di Barbara La Rosa Salim, Collana Supercoralli, Torino, Einaudi, 2022, ISBN 978-88-062-5169-7.

### Saggi, memorie, interviste
- Altri colori. Vita, arte, libri e città (Öteki Renkler. Seçme Yazılar Ve Bir Hikâye, 1999), traduzione di Giampiero Bellingeri e Semsa Gezgin, Collana Frontiere, Torino, Einaudi, 2008, ISBN 978-88-06-19418-5.
- Istanbul: i ricordi e la città (İstanbul: Hatıralar ve Şehir, 2003), trad. di S. Gezgin, A cura di W. Bergero, Collana Supercoralli, Torino, Einaudi, 2006, ISBN 978-88-061-7899-4.
- Le voci di Istanbul. Scritti e interviste, traduzione di M. Bernabei e B. D'Andò, Datanews, 2007, ISBN 978-88-798-1331-0.
- La valigia di mio padre, traduzione di Semsa Gezgin e Marta Bertolini, Collana Vele, Torino, Einaudi, 2007, ISBN 978-88-06-18886-3.
- Romanzieri ingenui e sentimentali, traduzione di Anna Nadotti, Collana Frontiere, Torino, Einaudi, 2012, ISBN 978-88-06-20756-4.

### Taccuini
- Ricordi di montagne lontane, traduzione di Margherita Botto, Collana Frontiere, Torino, Einaudi, 2023, ISBN 978-88-062-6068-2.

### Sceneggiature
- Gizli Yüz, 1992 (tratta dal romanzo Il Libro nero)